# Rhonda DeLong
Rhonda DeLong (* 8. August 1965 in Trail) ist eine ehemalige kanadische Skilangläuferin.
DeLong belegte bei den nordischen Skiweltmeisterschaften 1991 im Val di Fiemme den 48. Platz über 5 km klassisch und bei den Olympischen Winterspielen 1992 in Albertville den 43. Platz über 15 km klassisch, den 41. Rang über 5 km klassisch und den 40. Platz in der Verfolgung. Zudem wurde sie dort zusammen mit Angela Schmidt-Foster, Jane Vincent und Lucy Steele Elfte in der Staffel. Ihre besten Platzierungen bei den nordischen Skiweltmeisterschaften 1993 in Falun waren der 34. Platz über 15 km klassisch und der 14. Rang mit der Staffel. Bei ihren letzten Weltmeisterschaften im März 1995 in Thunder Bay errang sie den 47. Platz über 15 km klassisch und den 13. Platz mit der Staffel.